# Modelo Erdős–Rényi
Na teoria de grafos, o modelo Erdõs-Rényi é um dos dois modelos estritamente relacionados para gerar grafos aleatórios, que inclui o limite entre cada par de nós com igual probabilidade, independentemente das extremidades. O nome do modelo surgiu dos matemáticos Paul Erdős e Alfréd Rényi, que primeiro introduziram um dos dois modelos em 1959, o outro modelo foi introduzido de forma independente e contemporânea por Edgar Gilbert. Estes modelos podem ser utilizados nos métodos probabilísticos para provar a existência dos grafos de forma a satisfazer várias propriedades, ou fornecer definição rigorosa do que significa uma propriedade manter-se para quase todos os grafos.
Hoje em dia existe um grande número de modelos para estruturar redes. Alguns desses modelos são mecanismos, significando que codificam uma série de regras matemáticas e consegue-se produzir certo tipo de redes. A finalidade destes modelos é frequentemente representada por certas relações de causa e efeito. Normalmente, esses modelos têm um único mecanismo dominante, projetado para produzir certos tipos específicos de topologias padrão.O tipo mais comum de modelo grafo aleatório é o modelo Erdős-Rényi (muitas vezes designado por grafo de Poisson aleatório ou grafo aleatório Binomial).

## Definição
Existem duas variantes relacionados do modelo de grafos aleatórios Erdős-Rényi (ER).
- No modelo o {\displaystyle G(n,M)} grafo é escolhido de forma uniforme aleatória da coleção de todos os grafos o qual tem nós e extremidades. Por exemplo, no modelo {\displaystyle G(3,2)} cada uma das três possibilidades de grafos de três vértices e duas extremidades são incluídos com uma probabilidade {\displaystyle {1 \over 3}}.
- No modelo {\displaystyle G(n,p)}, o grafo é construído por nós ligados aleatoriamente. Cada extremidade é incluída no grafo com a probabilidade independentemente de todas as outras extremidades. De forma equivalente, todos os grafos com nós e extremidades têm probabilidade igual a

{\displaystyle p^{M}(1-p)^{({n \choose 2}-M)}}
O parâmetro {\displaystyle p} neste modelo pode ser pensado como a função ponderada; como {\displaystyle p} aumenta de {\displaystyle 0} até {\displaystyle 1} o modelo torna-se muito mais susceptível a incluir grafos com mais extremidades e muito menos susceptível de incluir com menos extremidades. Em particular, o caso {\displaystyle p=0{,}5} corresponde ao caso onde todos {\displaystyle 2^{\binom {n}{2}}}  grafos nos vértices são escolhidos com igual probabilidades.
O comportamento dos grafos  aleatórios são muitas vezes desproporcionados no caso o {\displaystyle n} é número de vértices, que tende para infinito. Apesar {\displaystyle p} e {\displaystyle M} poderem ser fixos neste caso, também podem ser funções dependentes de {\displaystyle n}. Quase todos os grafos  com {\displaystyle G(n,2ln(n)/n)} estão
interligados.
Significa que,
como {\displaystyle n} tende para infinito, a probabilidade deste grafo nos {\displaystyle n} vértices com extremidades e probabilidade {\displaystyle 2\ln(n)/n}  é ligada, tende para {\displaystyle 1}.

## Comparação entre os dois modelos

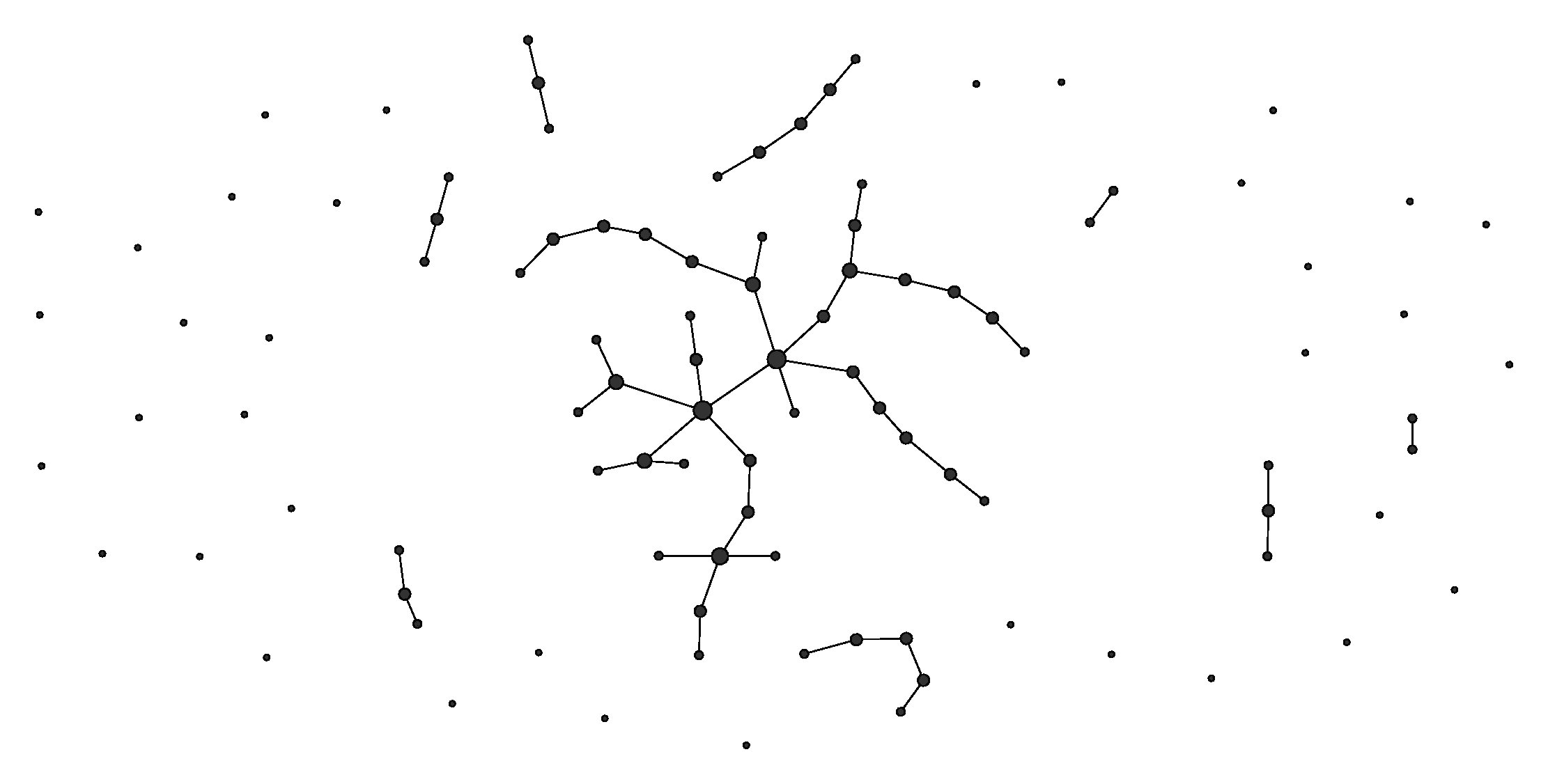
Um grafo gerado pelo modelo binomial de Erdős e Rényi (p = 0.01)

O número esperado de extremidades em {\displaystyle G(n,p)} é {\displaystyle {n \choose 2}p} demonstrada pela lei dos grandes números em que qualquer grafo {\displaystyle G(n,p)} tem aproximadamente muitas extremidades (desde que o número esperado de extremidades tenda para infinito). Por conseguinte, uma heurística se pn2 → ∞ deve comportar-se de forma semelhante a {\displaystyle G(n,M)} com o {\displaystyle M={n \choose 2}p} como {\displaystyle n} aumenta.
Para muitas propriedades do grafo. Se P é qualquer propriedade que é função monótona de um grafo em relação ao sub grafo ordenado (significa que, se A é um sub grafo de B e A satisfaz P então B satisfará P), então na afirmação “ P vale para quase todos os grafos na {\displaystyle G(n,p)} ” e “ P vale para quase todos os grafos em que {\displaystyle G(n,{n \choose 2}p)}” são equivalentes (previsto Pn2→ ∞). Por exemplo, se P é a propriedade de ser ligado, ou se P contém propriedade de um ciclo Hamiltoniano. No entanto, isto não é necessariamente para assegurar as propriedades de funções não-monótonas (por exemplo, a propriedade de possuir um número par de extremidades). Na prática, o modelo {\displaystyle G(n,p)} é mais vulgarmente utilizado nos dias de hoje, em parte, devido à facilidade de análise autorizado pela independência das arestas.

## Propriedades do G(n, p)
Com a notação abaixo, a representação gráfica no {\displaystyle G(n,p)} tem em média {\displaystyle {n \choose 2}p} arestas. A distribuição do grau de qualquer vértice é binomial:
{\displaystyle P(\operatorname {deg} (v)=k)={n-1 \choose k}p^{k}(1-p)^{n-1-k},}
Onde {\displaystyle n} é o número total de vértices na representação do grafo. Desde
{\displaystyle P(\operatorname {deg} (v)=k)\to {\frac {(np)^{k}\mathrm {e} ^{-np}}{k!}}\quad {\mbox{ as }}n\to \infty {\mbox{ and }}np=\mathrm {const} ,}
Esta distribuição é designada por distribuição Poisson para {\displaystyle n} grande e {\displaystyle np=const.}
Num artigo de 1960, Erdős e Rényi descreveram o comportamento de {\displaystyle G(n,p)} muito preciso para vários valores de {\displaystyle p.} Estes resultados incluíam:
- Se {\displaystyle np<1} então o grafo em {\displaystyle G(n,p)} certamente não têm componentes ligados de tamanho maior do que {\displaystyle O(log(n))}.

- Se {\displaystyle np=1} então o grafo em {\displaystyle G(n,p)} certamente têm um maior componente cujo tamanho é da ordem n2/3.

- Se np → c > 1, onde {\displaystyle c} é a constante, então o grafo no {\displaystyle G(n,p)} certamente tem um único componente gigante que contem uma fracção positiva dos vértices. Nenhum outro componente irá conter mais de {\displaystyle O(log(n))} vértices.

- Se {\displaystyle p<{\tfrac {(1-\epsilon )\ln n}{n}}}, então o grafo em {\displaystyle G(n,p)} certamente contem vértices isolados, e, assim, ser desligada.

- Se {\displaystyle p>{\tfrac {(1+\epsilon )\ln n}{n}}}, então o grafo em {\displaystyle G(n,p)} praticamente certo que será ligado.

{\displaystyle {\tfrac {\ln n}{n}}} trata-se de um limiar para a ligação acentuada de {\displaystyle G(n,p)}.
Outras propriedades do grafo podem ser descritas com precisão com {\displaystyle n} a tender para o infinito. Por exemplo, existe um {\displaystyle k(n)} (aproximadamente igual a 2 log2(n))  de tal modo que o maior clique em {\displaystyle G(n{,}0.5)} tem quase certamente qualquer tamanho {\displaystyle k(n)} ou {\displaystyle k(n)+1}.

## Teoria da Percolação
A teoria de percolação examina um grafo finito ou infinito e elimina extremidades (ou ligações) de forma aleatória. Assim, o processo "Erdős-Rényi" é, de facto, uma ligação não ponderada de percolação no grafo completo. (Um refere-se à percolação em que os nós e/ou ligações são eliminados com pesos heterogéneos como percolação ponderada). Como a teoria de percolação tem muito das suas origens na física, grande parte da pesquisa feita foi sobre malhas em espaços euclidianos. A transição a partir do qual {\displaystyle np=1} os grafos com componente de maiores dimensões é análogo ao componente de pequenas dimensões, mas para malhas o ponto de transição é difícil de determinar.
Os físicos muitas vezes referem-se ao estudo da grafo completo como uma teoria de campo médio.
Assim, o processo Erdős-Rényi é o caso mean-field de percolação.
Alguns trabalhos significativos também foram feitos sobre percolação em grafos aleatórios. De um ponto de vista físico este ainda seria um modelo de mean-field, de modo a justificação da pesquisa ser muitas vezes formulada em termos da robustez do grafo, visto como uma rede de comunicação.
Dado um grafo aleatório de n ≫ 1 os nós com um grau médio  <k>. Elimina aleatoriamente uma fracção 1 − p′ de nós e deixar apenas uma fracção {\displaystyle p'} a partir da rede. Existe um limiar de percolação crítico {\displaystyle p'_{c}={\tfrac {1}{\langle k\rangle }}} abaixo do qual a rede torna-se fragmentada enquanto acima de {\displaystyle p'_{c}} um componente ligado de grandes dimensões de ordem {\displaystyle n} existe. O tamanho relativo do  componente gigante, P ∞, é dada pela

{\displaystyle P_{\infty }=p'[1-\exp(-\langle k\rangle P_{\infty })].\,}

## Pressupostos
Ambas hipóteses principais do modelo (extremidades que são independentes e cada lado que é igual probabilidade) pode ser inadequado para a modelação de fenómenos reais. Em particular, um grafo Erdős-Rényi não tem pontas pesadas, como acontece em muitas redes reais. Além disso, tem baixo agrupamento, ao contrário de muitas redes sociais. Para obter alternativas a modelação populares, existe  Barabási-Albert  e modelo Watts e Strogatz .
Note-se que estes modelos alternativos não são processos de percolação, mas representam um modelo de crescimento e de interligação, respetivamente.

## História
O modelo G(n,p) foi introduzido por Edgar Gilbert num artigo em 1959, que estudou o limite de ligação mencionado acima. O modelo G(n,M) foi introduzido por Erdős e Rényi no seu artigo em 1959. Tal como acontece com Gilbert, as suas primeiras investigações foram como a ligação de G(n,M), com análise seguinte mais detalhada, em 1960.

## Interação Erdős-Rényi Modelo Grafos Aleatórios (comunidades de redes ER)
Uma simples generalização do modelo (ER) de grafo aleatório aplica-se como apresentado a seguir. Deixe o conjunto de nós n ser dividido em comunidades q, composto por {\displaystyle n^{(1)},...,n^{(q)}} cada nó, com {\displaystyle \sum _{l}n^{(l)}=n}, e deixar que seja dada a seguinte matriz q x q de probabilidades {\displaystyle p^{(l,m)}} de ligação entre qualquer nó da comunidade l com qualquer outro nó da comunidade m (possivelmente com l = m)
{\displaystyle p^{(l,m)}={\frac {c^{(l,m)}}{n}}},
onde {\displaystyle c^{(l,m)}} é por sua vez uma matriz q x q não negativa que satisfaz o equilíbrio detalhado
{\displaystyle n^{(l)}c^{(l,m)}=c^{(l,m)}n^{(m)}}.
Ao usar essa construção percebe-se uma generalização do grafo aleatório ER onde {\displaystyle c^{(l,m)}}  representa a matriz de ligações médias entre a comunidade l e a comunidade m, as auto-casos l = m sendo aqueles onde nós recuperamos a rede ER único (q=1). É possível provar que tal comunidade de redes de ER está a filtrar quando satisfaz a matriz {\displaystyle c^{(l,m)}}
{\displaystyle \max\{\mathrm {Eigenvalues~of~} \mathbf {c} \}>1},
que, em particular, significa que a percolação "limiar" é realmente agora uma superfície dada pela seguinte equação.
{\displaystyle \det(\mathbf {1-c} )=0}.
Ao contrário do caso q = 1 (onde nós recuperamos o limiar de percolação c = 1, ver acima) esta equação pode ter várias soluções e, em geral, o número de soluções podem crescer mais rapidamente do que n.